# Tavros-Eleftherios Venizelos
Tavros-Eleftherios Venizelos (in greco: Σταθμός Ταύρου-Ελευθερίου Βενιζέλου) è una stazione della linea 1 della metropolitana di Atene.
Sorge al confine fra i comuni di Kallithea e Moschato-Tavros.